# 한상철 (평론가)
한상철(韓相喆, 1935년 ~ 2009년 8월 12일)은 대한민국의 연극평론가이다. 서울 출신이다. 연세대학교 영문과를 졸업하고 연세대학교 대학원을 졸업하였다. 영미 희곡 번역과 연극이론을 다수 소개하였다. 여석기, 이태주, 유민영 등과 더불어 대한민국 1세대 연극평론가로서 한림대 영문과 교수, 한국연극평론가협회장, 한국공연예술정책연구소장, 대학로포럼 대표 등을 역임하였다.
2009년 8월 12일 밤 73세의 나이로 별세하였다.